# Tom Roebuck
Pas d'image ? Cliquez ici

a Compétitions nationales et continentales officielles uniquement.

b Matchs officiels uniquement.
Dernière mise à jour le 6 septembre 2023.
Tom Roebuck, né le 7 janvier 2001 à Inverness (Écosse), est un joueur anglo-écossais de rugby à XV jouant au poste d'ailier aux Sale Sharks en Premiership.

## Biographie

### Jeunesse et formation
Tom Roebuck naît à Inverness, en Écosse mais grandit dans le Cheshire, en Angleterre. Il fréquente d'abord la Christleton High School (en) puis la Wirral Grammar School (en). Il commence à jouer au rugby au Chester RUFC.
À Wirral, il participe à la finale de la U18 School Vase au stade de Twickenham. Son équipe est vaincue par la Langley School 48-22, malgré un essai de sa part.
Avec l'équipe des moins de 18 ans des Sale Sharks, Tom Roebuck participe à leur tournée en Irlande, en 2017, battant les équipes espoirs du Munster et du Leinster.

### Carrière en club
Roebuck fait ses débuts professionnels avec les Sale Sharks lors du match d'ouverture de la Coupe d'Angleterre le 26 octobre 2018, une défaite 35-3 contre les Worcester Warriors. Puis, quelques semaines plus tard, il signe son premier contrat senior avec Sale en novembre 2018.
Il a fait une poignée d'apparitions avec l'équipe première au cours de la saison 2019-2020 et marque son premier essai pour le club lors d'une victoire 17-36 en Coupe d'Angleterre, contre les Saracens. Ensuite, il fait cinq apparitions en Premiership au cours de la saison 2020-2021, commençant trois rencontres.
Il commence à apparaître plus régulièrement en équipe première au cours de la saison 2021-2022 avec l'arrivée du nouvel entraîneur, Alex Sanderson. Au cours de cette série d'apparitions, il marque son premier essai en Coupe d'Europe lors d'une défaite 25-19 contre l'ASM Clermont. Roebuck marque ensuite deux essais lors du match suivant contre les Ospreys, assurant une victoire de 49 à 10. Il marque de nouveau lors du huitième de finale aller de Coupe d'Europe contre les Bristol Bears. Les Sharks sont ensuite éliminés en quarts de finale par le Racing 92. En championnat, Tom Roebuck marque son premier essai en Premiership lors de la victoire des siens 35-26 contre les Leicester Tigers. Il enchaîne en marquant deux essais contre les Harlequins, assurant une victoire 14-36 pour les Sharks au Stoop. Roebuck débute régulièrement pour le club durant le reste de la saison et marque un essai lors du dernier match de la saison, une victoire 42-19 contre Bristol. Sale termine sixième et se qualifie pour la prochaine Champions Cup.
Durant la saison suivante, en 2022-2023, il est l'un des ailiers titulaire de son équipe. Il joue vingt-et-un matchs toutes compétitions confondues dont dix-neuf en tant que titulaire et marque onze essais, soit cinquante-cinq points. En fin de saison, il est titulaire lors de la finale du championnat perdue 35-25 face aux Saracens, malgré un essai de sa part,.

### Carrière internationale

#### Équipes d'Angleterre de jeunes
En septembre 2017, Tom Roebuck est appelé pour participer à un camp d'entraînement avec l'équipe d'Angleterre, à l'âge de 16 ans. Il est ensuite appelé à un camp d'entraînement avec les moins de 17 ans de l'Angleterre en février 2018.
En mai 2018, Tom Roebuck est appelé dans l'équipe de Grande-Bretagne des moins de 18 ans de rugby à sept pour les qualifications des Jeux olympiques de la jeunesse qui se déroulent à Panevėžys, en Lituanie. Les Britanniques sont battus par l'Allemagne en quarts de finale et terminent cinquième, sans parvenir à se qualifier pour les Jeux olympiques de la jeunesse.
Deux mois plus tard, en juillet 2018, il est appelé pour la première fois en équipe d'Angleterre des moins de 18 ans  pour les Aon U18 International Series en Afrique du Sud. Il participe aux trois matches de l'Angleterre pendant le tournoi : une défaite de 41 à 21 contre la France, une défaite de 26 à 20 contre le pays de Galles et une défaite de 41 à 22 contre les South Africa Schools, durant laquelle il marque deux essais. Il est ensuite de nouveau convoqué avec les moins de 18 ans pour des matchs contre l'Écosse et la France en mars 2019. Il marque deux essais lors de la victoire 36-21 de l'Angleterre contre l'Écosse. Puis, il est appelé pour le Festival des Six Nations U18 2019. Il est titulaire lors de la victoire 38-20 contre le pays de Galles. mais ne joue pas contre l'Irlande, et la France.
En fin d'année 2019, Tom Roebuck est sélectionné dans le cadre d'un camp d'entraînement avec l'équipe d'Angleterre des moins de 20 ans. Il est ensuite retenu dans le groupe pour participer au Tournoi des Six Nations des moins de 20 ans 2020. Il commence les quatre matchs de l'Angleterre qui ont été disputés avant que le tournoi ne se termine prématurément à cause de la pandémie de Covid-19, marquant un essai,. Il est par la suite de nouveau sélectionné avec les moins de 20 ans pour un match amical contre les London Irish XV en mars 2021 et pour un match amical contre les Newcastle Falcons XV deux semaines plus tard. Alan Dickens, l'entraîneur des moins de 20 ans anglais, sélectionne ensuite Roebuck pour le Tournoi des Six Nations des moins de 20 ans 2021. Il fait sa première apparition en entrant en jeu au cours de la victoire 15-24 contre l'Irlande lors de la troisième journée de la compétition. Il est ensuite titularisé durant les victoires anglaises contre le pays de Galles et l'Italie. Les Anglais remportent cette compétition en réalisant le Grand Chelem,.

#### Avec XV de la Rose
En octobre 2022, Tom Roebuck est appelé pour la première fois en équipe senior d'Angleterre par Eddie Jones pour un camp d'entraînement. Étant né en Écosse, il peut également représenter cette nation et a d'ailleurs été approché par celle-ci, mais n'a toutefois jamais été appelé avec le XV du Chardon.
Début janvier 2024, il est rappelé en équipe d'Angleterre par Steve Borthwick, plus d'un an après sa dernière convocation, afin de participer au Tournoi des Six Nations 2024, alors que Gregor Townsend continuait de le solliciter afin de jouer pour l'Écosse,. En novembre 2024, il est sélectionné en équipe d'Angleterre A pour affronter l'Australie A (en).

## Palmarès

### En club
- Sale Sharks
  - Finaliste du Championnat d'Angleterre en 2023

### En sélection nationale
- Angleterre -20
  - Vainqueur du Tournoi des Six Nations des moins de 20 ans en 2021 (Grand Chelem)

### Distinctions personnelles
- Membre de l'équipe type du Championnat d'Angleterre en 2025.